# Кавалино Трепорти
Кавалино Трепорти (итал. Cavallino-Treporti) је насеље у Италији у округу Венеција, региону Венето.
Према процени из 2011. у насељу је живело 2881 становника. Насеље се налази на надморској висини од 1 м.

## Становништво
| 2011.  |
| ------ |
| 13.162 |